# کانچیوارام
کانچیوارام (به تامیلی: Kanchivaram) فیلمی محصول سال ۲۰۰۸ و به کارگردانی پریادارشان است. در این فیلم بازیگرانی همچون پراکاش راج، سریا ردی، شامو ایفای نقش کرده‌اند.